# ナルシスノワール
ナルシスノワール（欧字名:Narcisse Noir、1986年4月26日 - 2010年7月27日）は、日本の競走馬、種牡馬。主な勝ち鞍に1989年のスプリングステークス、1990年のスワンステークス、1992年の東京新聞杯。
半弟に、1998年のプロキオンステークスを制したテンパイがいる。

## 経歴

### 3歳時（1988年）
1988年12月10日、阪神競馬場第3Rの新馬戦にて、田之上幸男を鞍上にデビューする。ここでは3着に敗れるも、同月の新馬戦に再び出走し1着となる。

### 4歳時（1989年）
1989年は1月15日のシンザン記念より始動し、9番人気で挑むもファンドリポポの9着に敗れる。その2週間後にはつばき賞に挑むも失格となった。ここで武豊に乗り替わりとなり、こぶし賞に挑むと5番人気から1着を掴む。だが、次走のペガサスステークスでは武がシャダイカグラに騎乗するため、ナルシスノワールは芹沢純一を鞍上に同レースに参戦するも、武とシャダイカグラの2着に敗れた。しかし、勢いは決して衰えておらず、再び乗り替わり菅原泰夫と参戦したスプリングステークスは、後の皐月賞を制するドクタースパートを3着に下して勝利。初重賞制覇を飾った。その皐月賞には6番人気で挑むも、精彩を欠き9着に敗れた。
その後は菖蒲ステークス1着のあと、およそ5ヶ月休養を挟む。これ以降は古馬混合戦に出走するが、復帰後初戦となるスワンステークスでは13着、マイルチャンピオンシップでは14着と惨敗が続く。この敗戦により、年末のCBC賞は10番人気での出走となるが、再び手綱を取った田之上とのタッグで3着となった。

### 5歳時（1990年）
1990年は仁川短距離ステークスより、武豊鞍上で始動し1着。さらにマイラーズカップ5着、コーラルステークス4着と掲示板に入る堅実な走りを見せる。さらに、再び田之上に乗り替わった阪急杯では、フルゲート18頭立て9番人気の低評価であったが3着となり、続くCBC賞では2番人気に支持されたが、ここではパッシングショット、バンブーメモリー、ダイユウサクらの7着に敗れてしまった。そしてセントウルステークスの4着を挟み、今度は安田隆行に乗り替わりになると、初戦のスワンステークスで次走のマイルCSを制するパッシングショットを破って優勝する。しかし、ナルシスノワールも同じく出走したマイルCSは15着の惨敗に終わる。その後、スプリンターズステークスでは再び菅原とのコンビで出走し、結果は1着に0.5秒差の4着ではあったが、翌年からマイルCSを2連覇するダイタクヘリオスを1.1/2馬身の5着に退けている。

### 6歳時（1991年）
1991年はマイラーズカップより、南井克巳鞍上で始動し5着。ブービーの15番人気での参戦となった安田記念でも5着になったのち、6月2日の阪急杯で出走を取り消すとおよそ5ヶ月間の休養となる。
11月17日のマイルCSはテン乗りの角田晃一を鞍上に、13番人気で挑み12着となる。そして次走となるスプリンターズステークスには、昨年の同レース振りに菅原が騎乗し11番人気で参戦した。レース中に1番人気のケイエスミラクルが競走中止するというアクシデントがあったが、結果的にダイイチルビーの4馬身差2着となる。

### 7歳以降（1992-1993年）
安田隆行による昨年の安田記念以来となる騎乗で、オープン戦・洛陽ステークスにて6番人気で6着となる。しかし翌月、馴染みの菅原と4番人気で参戦した東京新聞杯では2着に1.1/2馬身差で勝利。重賞3勝目を挙げた。その後マイラーズカップ5着を挟み、生涯唯一の重賞1番人気となったダービー卿チャレンジトロフィーでは柴田善臣を鞍上に参戦し3着。続く安田記念、札幌記念ではどちらも2桁着順の惨敗となり、再びの乗り替わり、テン乗りとなった西浦勝一と12番人気で年末のスプリンターズステークスに挑むと、1番人気のダイタクヘリオス、3番人気のサクラバクシンオーを下して3着になり、2年連続でこのレースで大穴を空けた。
しかし、1993年になると、8歳という高齢もあり一気に精彩を欠き、マイラーズカップとダービー卿CTに挑むもどちらも10着に敗れる。このダービー卿CTを最後に競走馬を引退することになり、種牡馬入りした。

### 引退後
種牡馬としては5頭の産駒を残したが、地方で2勝を挙げたスタンドバイミー以外の2頭は中央でデビューするも未勝利、2頭は未出走に終わっている。1995年11月13日付で用途変更となり、僅か2年で種牡馬も引退した。
その後はえりも町のエクセルマネジメント(旧えりも農場)で功労馬として繋養されていたが、2010年7月27日に死亡した。24歳没。

## 競走成績
以下の内容は、netkeiba.comの情報に基づく。
| 競走日     | 競馬場 | 競走名          | 格      | 距離（馬場）  | 頭 数 | 枠 番 | 馬 番 | オッズ （人気） | 着順 | タイム （上り4F）/（上り3F） | 着差 | 騎手        | 斤量 [kg] | 1着馬（2着馬）         | 馬体重 [kg] |
| ---------- | ------ | --------------- | ------- | ------------- | ----- | ----- | ----- | --------------- | ---- | ---------------------------- | ---- | ----------- | --------- | ---------------------- | ----------- |
| 1988.12.10 | 阪神   | 3歳新馬         |         | 芝1200m（良） | 14    | 2     | 2     | 014.10（6人）   | 03着 | R1:11.9（48.1）              | -0.4 | 0田之上幸男 | 54        | ダイイチポーラ         | 470         |
| 0000.12.24 | 阪神   | 3歳新馬         |         | 芝1400m（良） | 13    | 1     | 1     | 002.10（1人）   | 01着 | R1:24.3（49.6）              | -0.4 | 0田之上幸男 | 54        | （ミスファンドリ）     | 466         |
| 1989.01.15 | 京都   | シンザン記念    | GIII    | 芝1600m（良） | 16    | 1     | 2     | 019.70（9人）   | 09着 | R1:37.9（49.1）              | -0.5 | 0田之上幸男 | 55        | ファンドリポポ         | 460         |
| 0000.01.29 | 京都   | つばき賞        | 400万下 | 芝2000m（稍） | 13    | 8     | 13    | 011.30（5人）   | 失格 | R2:04.8（50.8）              | -1.0 | 0田之上幸男 | 55        | タマモベイジュ         | 462         |
| 0000.02.19 | 京都   | こぶし賞        | 400万下 | 芝1600m（稍） | 14    | 6     | 9     | 009.60（5人）   | 01着 | R1:37.5（49.5）              | -0.7 | 0武豊       | 55        | （ナナヨーアトラス）   | 460         |
| 0000.03.05 | 阪神   | ペガサスS       | GIII    | 芝1600m（重） | 14    | 7     | 11    | 027.00（9人）   | 02着 | R1:37.7（50.7）              | -0.2 | 0芹沢純一   | 55        | シャダイカグラ         | 458         |
| 0000.03.26 | 中山   | スプリングS     | GII     | 芝1800m（良） | 14    | 8     | 13    | 011.20（5人）   | 01着 | R1:49.8（36.6）              | -0.1 | 0菅原泰夫   | 56        | （ドースクダイオー）   | 464         |
| 0000.04.16 | 中山   | 皐月賞          | GI      | 芝2000m（不） | 20    | 8     | 20    | 013.50（6人）   | 09着 | R2:06.4（39.8）              | -1.2 | 0菅原泰夫   | 57        | ドクタースパート       | 466         |
| 0000.05.06 | 東京   | 菖蒲S           | OP      | 芝1400m（良） | 9     | 5     | 5     | 004.10（3人）   | 01着 | R1:23.6（48.6）              | -0.2 | 0菅原泰夫   | 58        | （オンワードチエ）     | 474         |
| 0000.10.29 | 京都   | スワンS         | GII     | 芝1400m（良） | 16    | 3     | 5     | 015.80（7人）   | 13着 | R1:23.9（49.3）              | -2.2 | 0芹沢純一   | 56        | バンブーメモリー       | 466         |
| 0000.11.19 | 京都   | マイルCS        | GI      | 芝1600m（良） | 17    | 7     | 12    | 062.8（10人）   | 14着 | R1:36.9（49.5）              | -2.3 | 0松永幹夫   | 55        | オグリキャップ         | 466         |
| 0000.12.17 | 中京   | CBC賞           | GIII    | 芝1200m（良） | 16    | 3     | 5     | 017.3（10人）   | 03着 | R1:09.4（36.3）              | -0.3 | 0田之上幸男 | 55        | ミスティックスター     | 468         |
| 1990.02.04 | 阪神   | 仁川短距離S     | OP      | 芝1200m（不） | 10    | 8     | 9     | 002.10（1人）   | 01着 | R1:10.3（47.2）              | -0.0 | 0武豊       | 56        | （タイレグルス）       | 478         |
| 0000.02.25 | 阪神   | マイラーズC     | GII     | 芝1600m（重） | 12    | 4     | 4     | 003.40（2人）   | 05着 | R1:37.0（49.6）              | -0.4 | 0武豊       | 56        | メジロワース           | 478         |
| 0000.03.24 | 阪神   | コーラルS       | OP      | 芝1400m（良） | 11    | 1     | 1     | 005.20（3人）   | 04着 | R1:22.8（48.5）              | -0.1 | 0武豊       | 58        | ラッキーゲラン         | 470         |
| 0000.06.03 | 阪神   | 阪急杯          | GIII    | 芝1400m（良） | 18    | 1     | 2     | 016.20（9人）   | 03着 | R1:22.5（48.5）              | -0.2 | 0田之上幸男 | 57        | センリョウヤクシャ     | 470         |
| 0000.06.24 | 中京   | CBC賞           | GII     | 芝1200m（良） | 16    | 8     | 16    | 007.30（2人）   | 07着 | R1:09.4（35.8）              | -1.1 | 0田之上幸男 | 57        | パッシングショット     | 460         |
| 0000.09.09 | 阪神   | セントウルS     | GIII    | 芝1200m（良） | 11    | 7     | 8     | 009.60（4人）   | 04着 | R1:08.6（34.6）              | -0.1 | 0田之上幸男 | 58        | エーコーシーザー       | 476         |
| 0000.10.28 | 京都   | スワンS         | GII     | 芝1400m（良） | 16    | 6     | 12    | 007.40（5人）   | 01着 | R1:21.4（46.5）              | -0.1 | 0安田隆行   | 58        | （パッシングショット） | 476         |
| 0000.11.18 | 京都   | マイルCS        | GI      | 芝1600m（良） | 18    | 2     | 3     | 014.70（6人）   | 15着 | R1:35.3（48.4）              | -1.7 | 0安田隆行   | 57        | パッシングショット     | 478         |
| 0000.12.16 | 中山   | スプリンターズS | GI      | 芝1200m（良） | 16    | 6     | 9     | 016.80（8人）   | 04着 | R1:08.3（35.9）              | -0.5 | 0菅原泰夫   | 57        | バンブーメモリー       | 472         |
| 1991.02.24 | 中京   | マイラーズC     | GII     | 芝1700m（良） | 13    | 5     | 6     | 004.50（2人）   | 05着 | R1:42.3（37.3）              | -1.1 | 0南井克巳   | 57        | ダイタクヘリオス       | 482         |
| 0000.05.12 | 東京   | 安田記念        | GI      | 芝1600m（良） | 16    | 8     | 17    | 105.9（15人）   | 05着 | R1:34.2（36.3）              | -0.4 | 0安田隆行   | 57        | ダイイチルビー         | 484         |
| 0000.06.02 | 阪神   | 阪急杯          | GIII    | 芝1400m（不） | 14    | 6     | 11    |                 |      | 出走取消                     |      | 0安田隆行   | 59        | ジョーロアリング       | 計不        |
| 0000.11.17 | 京都   | マイルCS        | GI      | 芝1600m（良） | 15    | 2     | 3     | 159.7（13人）   | 12着 | R1:36.9（48.6）              | -2.1 | 0角田晃一   | 57        | ダイタクヘリオス       | 476         |
| 0000.12.15 | 中山   | スプリンターズS | GI      | 芝1200m（良） | 16    | 4     | 7     | 053.8（11人）   | 02着 | R1:08.3（35.6）              | -0.7 | 0菅原泰夫   | 57        | ダイイチルビー         | 474         |
| 1992.01.12 | 京都   | 洛陽S           | GI      | 芝1600m（良） | 16    | 5     | 9     | 016.10（6人）   | 06着 | R1:35.2（47.6）              | -0.7 | 0安田隆行   | 60        | エイシンウイザード     | 484         |
| 0000.02.09 | 東京   | 東京新聞杯      | GIII    | 芝1600m（良） | 10    | 4     | 4     | 012.20（4人）   | 01着 | R1:34.4（35.3）              | -0.2 | 0菅原泰夫   | 58        | （ダイナマイトダディ） | 484         |
| 0000.03.01 | 阪神   | マイラーズC     | GII     | 芝1600m（良） | 11    | 3     | 3     | 006.20（3人）   | 05着 | R1:37.5（50.2）              | -1.3 | 0安田隆行   | 58        | ダイタクヘリオス       | 482         |
| 0000.04.05 | 中山   | ダービー卿CT    | GIII    | 芝1200m（不） | 9     | 2     | 2     | 002.50（1人）   | 03着 | R1:11.7（37.7）              | -1.2 | 0柴田善臣   | 58        | トモエリージェント     | 476         |
| 0000.05.17 | 東京   | 安田記念        | GI      | 芝1600m（良） | 18    | 7     | 15    | 029.80（9人）   | 12着 | R1:35.0（37.5）              | -1.2 | 0柴田善臣   | 57        | ヤマニンゼファー       | 490         |
| 0000.07.05 | 札幌   | 札幌記念        | GIII    | 芝2000m（良） | 13    | 4     | 5     | 013.50（8人）   | 11着 | R2:03.1（39.6）              | -2.9 | 0村本善之   | 58        | サンエイサンキュー     | 482         |
| 0000.12.20 | 中山   | スプリンターズS | GI      | 芝1200m（良） | 16    | 2     | 3     | 045.3（12人）   | 03着 | R1:08.0（35.0）              | -0.3 | 0西浦勝一   | 57        | ニシノフラワー         | 476         |
| 1993.02.28 | 阪神   | マイラーズC     | GII     | 芝1600m（良） | 12    | 7     | 10    | 025.70（5人）   | 10着 | R1:38.6（50.2）              | -2.2 | 0西浦勝一   | 58        | ニシノフラワー         | 490         |
| 0000.04.04 | 中山   | ダービー卿CT    | GIII    | 芝1200m（良） | 11    | 3     | 3     | 007.30（5人）   | 10着 | R1:10.4（36.2）              | -1.6 | 0西浦勝一   | 58        | トモエリージェント     | 484         |

## 血統表
| ナルシスノワールの血統           | ナルシスノワールの血統              | ナルシスノワールの血統              | （血統表の出典）                    | （血統表の出典） |
| 父系                             | ハビタット系                        | ハビタット系                        | ハビタット系                        | [ § 2 ]          |
| 父 *スティールハート 1972 黒鹿毛 | 父の父Habitat                       | Sir Gaylord                         | Turn-to                             | Turn-to          |
| 父 *スティールハート 1972 黒鹿毛 | 父の父Habitat                       | Sir Gaylord                         | Somethingroyal                      |                  |
| 父 *スティールハート 1972 黒鹿毛 | 父の父Habitat                       | Little Hut                          | Occupy                              | Occupy           |
| 父 *スティールハート 1972 黒鹿毛 | 父の父Habitat                       | Little Hut                          | Savage Beauty                       |                  |
| 父 *スティールハート 1972 黒鹿毛 | 父の母A.1.                          | Abernant                            | Owen Tudor                          | Owen Tudor       |
| 父 *スティールハート 1972 黒鹿毛 | 父の母A.1.                          | Abernant                            | Rustom Mahal                        |                  |
| 父 *スティールハート 1972 黒鹿毛 | 父の母A.1.                          | Asti Spumante                       | Dante                               | Dante            |
| 父 *スティールハート 1972 黒鹿毛 | 父の母A.1.                          | Asti Spumante                       | Blanco                              |                  |
| 母 セレーザ 1979 鹿毛            | 母の父トウショウボーイ              | *テスコボーイ                       | Princely Gift                       | Princely Gift    |
| 母 セレーザ 1979 鹿毛            | 母の父トウショウボーイ              | *テスコボーイ                       | Suncourt                            |                  |
| 母 セレーザ 1979 鹿毛            | 母の父トウショウボーイ              | *ソシアルバターフライ               | Your Host                           | Your Host        |
| 母 セレーザ 1979 鹿毛            | 母の父トウショウボーイ              | *ソシアルバターフライ               | Wisteria                            |                  |
| 母 セレーザ 1979 鹿毛            | 母の母ツキフサ                      | *ティットフォアタット               | Swaps                               | Swaps            |
| 母 セレーザ 1979 鹿毛            | 母の母ツキフサ                      | *ティットフォアタット               | Explorer                            |                  |
| 母 セレーザ 1979 鹿毛            | 母の母ツキフサ                      | ツキサダ II                         | *ガーサント                         | *ガーサント      |
| 母 セレーザ 1979 鹿毛            | 母の母ツキフサ                      | ツキサダ II                         | アリゾナホープ                      |                  |
| 母系(F-No.)                      | プリンセスリタ系(FN:2-c)            | プリンセスリタ系(FN:2-c)            | プリンセスリタ系(FN:2-c)            | [ § 3 ]          |
| 5代内の近親交配                  | Hyperion 5×5、Nasrullah 5･5（母内） | Hyperion 5×5、Nasrullah 5･5（母内） | Hyperion 5×5、Nasrullah 5･5（母内） | [ § 4 ]          |
| 出典                             | 1. 2. 3. 4.                         | 1. 2. 3. 4.                         | 1. 2. 3. 4.                         | 1. 2. 3. 4.      |

- 母の半兄ステイードは青雲賞の勝ち馬で皐月賞3着[7][6]。
- 半弟にテンパイ（父ジェイドロバリー、プロキオンステークス）